# Radouč (národní přírodní památka)
Národní přírodní památka Radouč je maloplošné chráněné území tvořené jihozápadním okrajem kopce Radouč v Mladé Boleslavi-Debři v okrese Mladá Boleslav v nadmořské výšce 225–240 metrů. Předmětem ochrany je výskyt travinobylinných a skalních teplomilných společenstev na svazích tvořených vápnitými pískovci, a to hlavně ochrana devaterky poléhavé (Fumana procumbens), jejíž přirozený výskyt je ojedinělý na celém území ČR. Vzhledem k tomuto postglaciálnímu reliktu se Radouč stal chráněnou lokalitou již od roku 1922, rezervací byl vyhlášen až v roce 1933 pod názvem Debř o výměře 30 m² a dne 5. prosince 1977 byl prohlášen za chráněné území v platném právním předpisu o vyhlášení zvláště chráněného území. Vyhláškou ministerstva životního prostředí bylo území převedeno do kategorie národní přírodní památka (NPP). Dne 5. října 2009 vláda ČR schválila rozšíření seznamu území soustavy Natura 2000 o evropsky významnou lokalitu (EVL) Radouč.
Na lokalitě se nachází skalní terásky, ochozy na jihozápadě oblasti a stepní plochy mezi skalním svahem a sídlištěm. Stepní plochy jsou zoologicky významné, neboť tu žije evropsky chráněný sysel obecný (Spermophilus citellus). Tato štěrkopísková plošina byla v minulosti využívána jako vojenské cvičiště, jehož zásluhou se zachovala pionýrská vegetace písků.

## Lokalita
Území leží ve Středočeském kraji, na okraji města Mladá Boleslav, v katastrálním území Debř. K této přírodní památce se lze dostat pěšky od Debře (vzdálené cca 0,5 km jjv.), od Mladé Boleslavi či městské části Podlázky. Plocha Radouče se dá popsat jako strmý svah údolí Jizery (levý břeh), na který navazuje terasová plošina (tvořená štěrkopísky) na severozápadním okraji Mladé Boleslavi. Z pohledu od jihozápadních skalních ochozů je vidět údolí Jizery a hrad Michalovice. Na severozápadě je oblast ohraničena silnicí I/38.

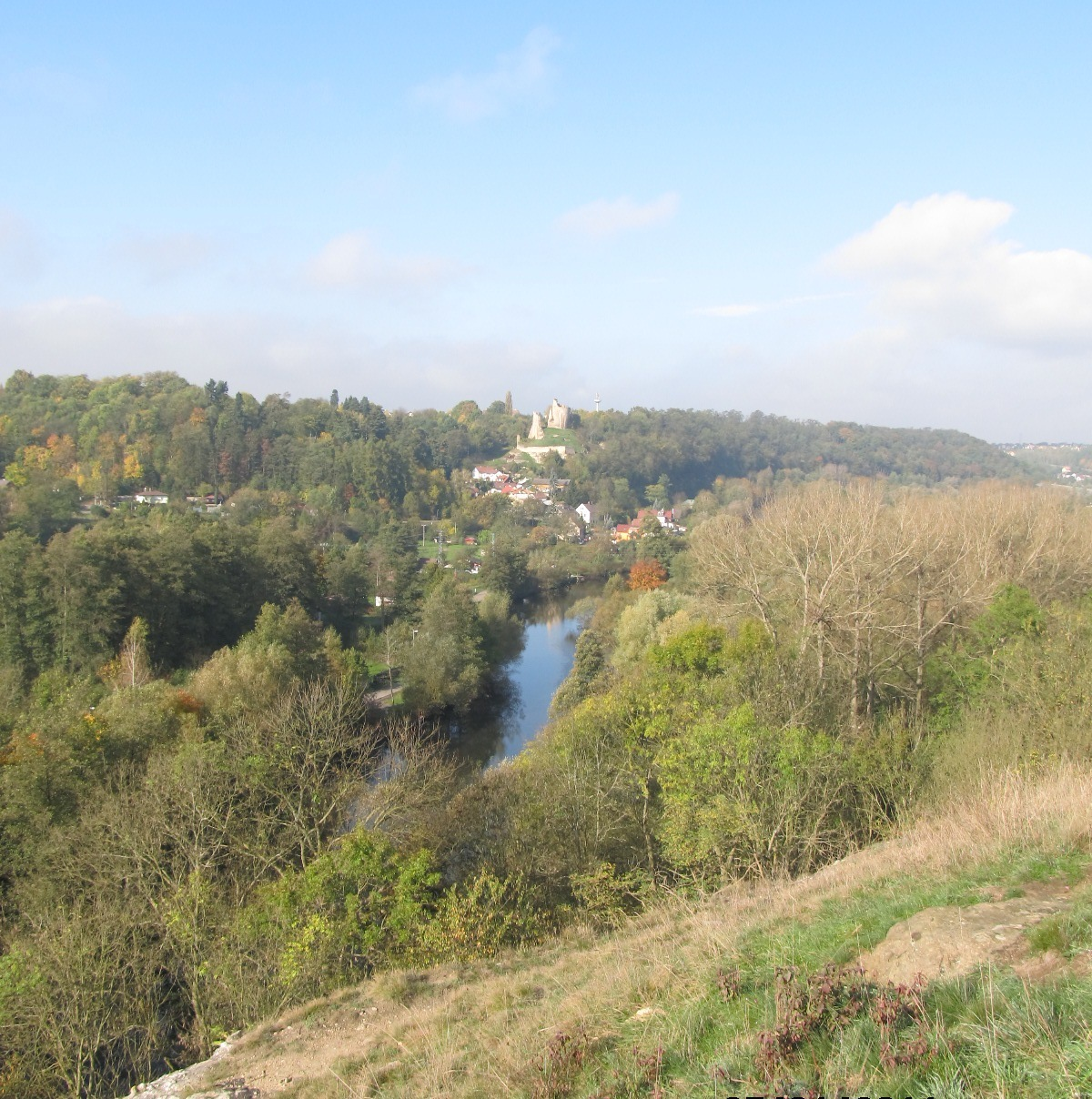
Výhled z jihozápadních skalních ochozů na hrad Michalovice a údolí Jizery

## Historie

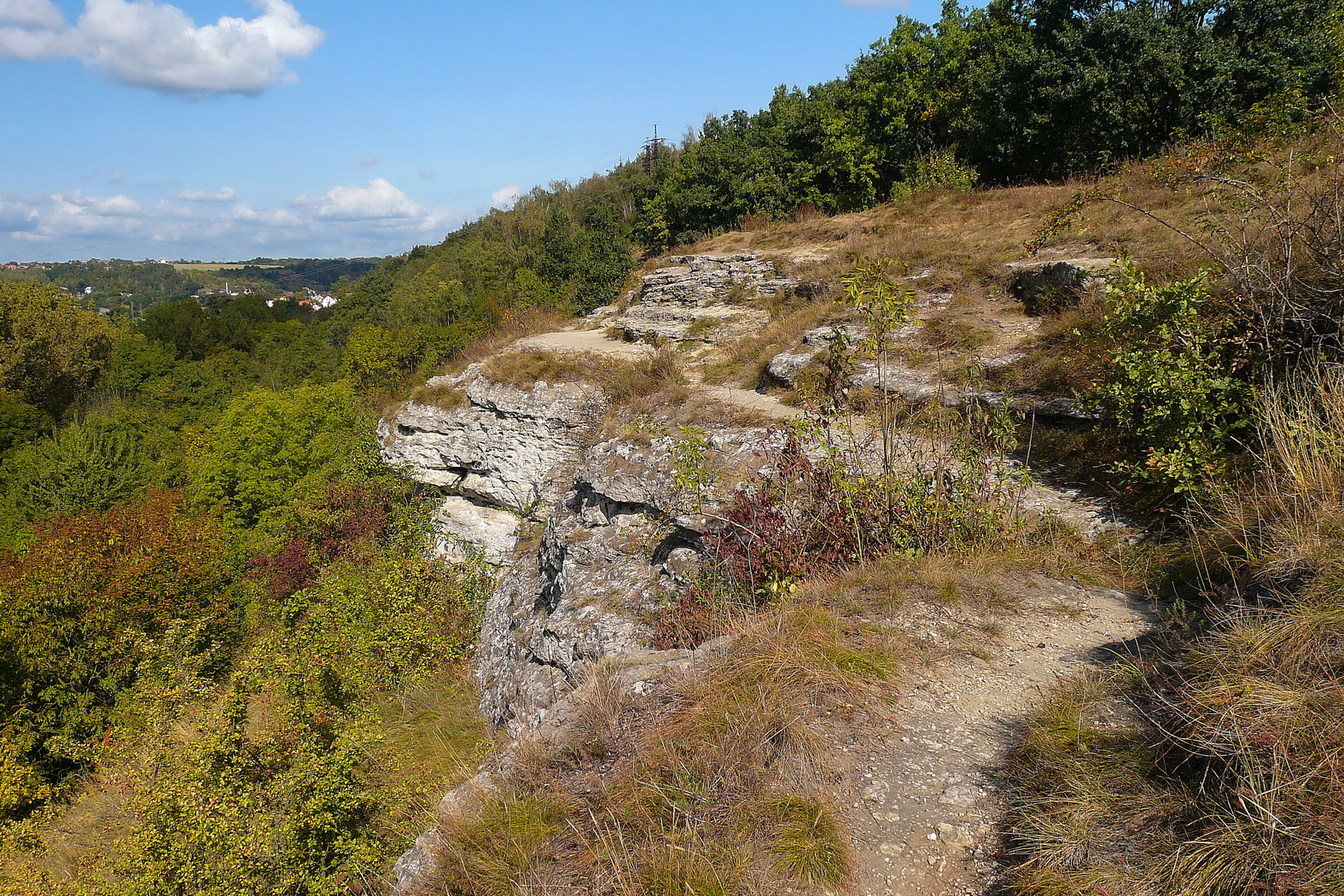
Jihozápadní skalnaté svahy Radouče

Za sedmileté války v roce 1759 se na Radouči a v okolí utábořily vojenské jednotky Rusů a Prusů, mezi kterými později došlo na tu dobu ke krvavé bitce. Na místě, kde byli pohřbeni padlí, nechala vystavět hraběnka Johanna z Mirbachu kamenný kříž, který byl po více než sto letech nahrazen pomníkem zhotoveným kameníkem Hugo Mauermannem. Dnes je v bídném stavu a chybí mu hlava. Díky uvedené události se místu v minulosti říkalo německy Todtenwald.
S Radoučí jsou spojeny i počátky letectví. Dne 7. října 1910 odtud odstartoval s letounem vlastní konstrukce závodník a šéfkonstruktér firmy Laurin a Klement Otto Hieronymus. Ve výšce šedesát metrů letěl po dobu 26 minut 6× ke Kosmonosům a zpět. V květnu 1912 zde ve výšce 150 metrů letěl v elipse mezi Radoučí a Kosmonosy Ing. Jan Kašpar z Pardubic. Dalším průkopníkem na tomto poli byl Metoděj Vlach, který zde v roce 1912 rovněž zkoušel stroj vlastní výroby vyrobený výhradně z tuzemských materiálů. Později, ve třicátých letech dvacátého století zde bylo vybudováno oficiálně registrované letiště s hangárem.
Radouč byla za Rakouska-Uherska využívána též jako vojenské cvičiště a to v dobách možná i před rokem 1759. Po vypuknutí první světové války se zde cvičili i mobilizovaní vojáci před odchodem na frontu. Mezi nimi byly i známé osobnosti jako básník a malíř František Gellner, který se z fronty již nevrátil. V době první republiky zde kromě výcviku československé armády probíhaly i hojně navštěvované jezdecké závody na koních.
Dne 9. května v roce 1945 po bombardování Mladé Boleslavi pravděpodobně sovětskými letadly byly na Radouč sváženy a později odpalovány nevybuchlé pumy. V ranních hodinách 21. srpna 1968 stála na Radouči k překvapení lidí ze širokého okolí kolona tanků a vojenské techniky sovětské armády. Ale tato nadále využívala s přestávkami dalších dvacet let tuto plošinu pro vojenské účely.
V letech reálného socialismu v době od šedesátých do osmdesátých let na jižní straně probíhala intenzivní výstavba sídliště, která zabírala čím dál větší plochu radoučské plošiny. Po roce 1990 došlo na jižním konci Radouče k výstavbě několika komerčních staveb, které ukrojily část chráněné plochy.
Je prokázáno, že do 20. století byl na území pastvou udržován nelesní charakter. Po ukončení pastvy se tu začaly spontánně šířit stromy a keře, především akát a jasan.

## Přírodní poměry
Dle geomorfologického hlediska je tato oblast součástí Jizerské tabule, podcelku Středojizerská tabule, okrsku Skalská tabule a podokrsku Strenická tabule. Fytogeograficky území patří do okresu 12 – Dolní Pojizeří, biogeograficky jej lze zařadit do 1.4 - Benátského bioregionu.

### Geologie

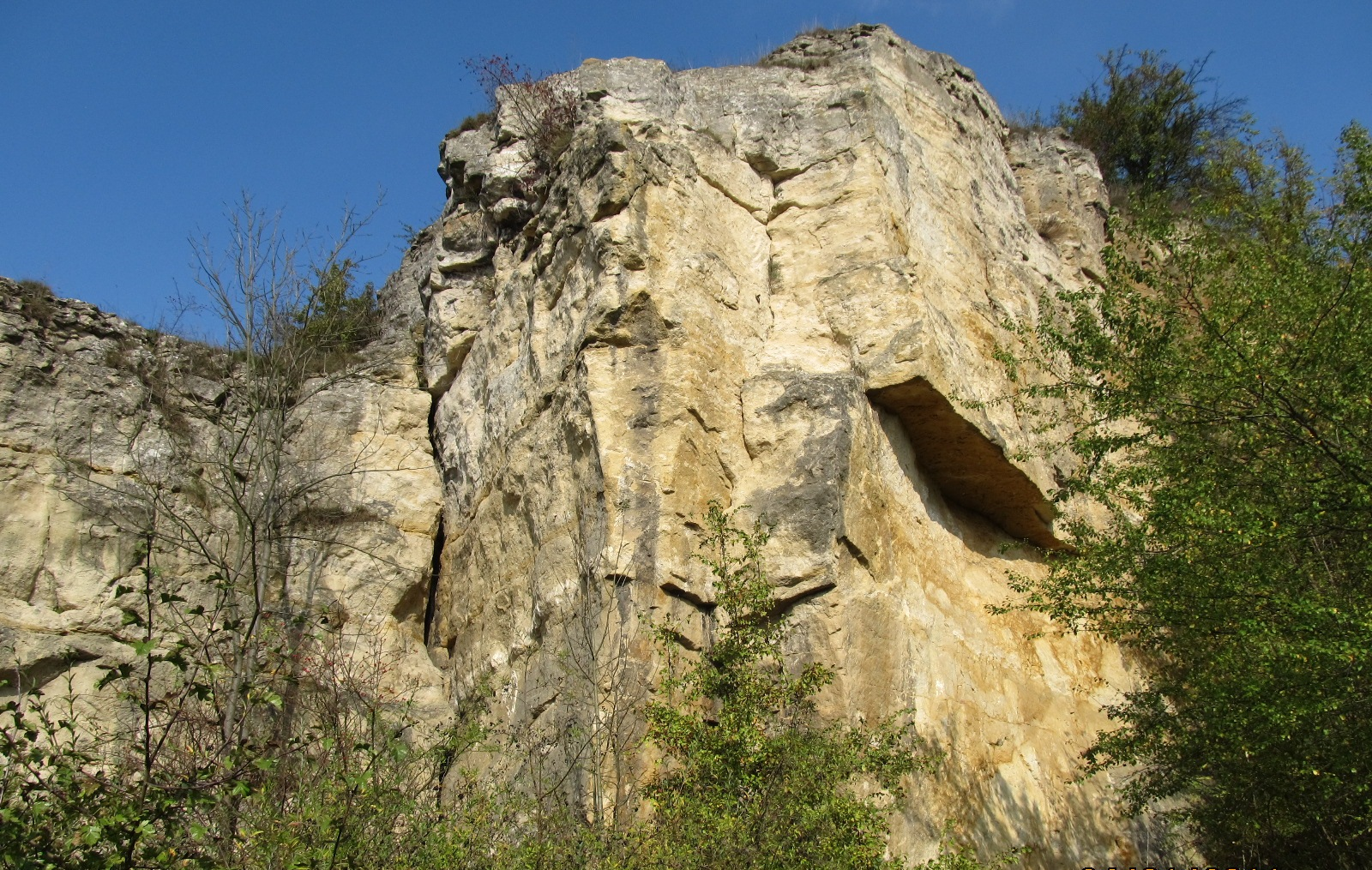
Vápnitý pískovec v podloží

Geologickým podkladem území jsou křídové (střední turon) vápnité pískovce s polohami písčitých vápenců jizerského souvrství, které vystupují v podobě přirozených výchozů i uměle odlámané stěny opuštěného lomu a často vytvářejí převislé skalní stupně. Tento horninový podklad je bohatým zdrojem nálezů křídových zkamenělin jako jsou mlži, plži, amoniti, mechovky a další. Půdním typem jsou pararendziny a litozemě v iniciálních stádiích na hranách skalních stupňů, jinde s hlubším humusovým horizontem. Na plošším terénu se rychle odvápňují a mění se na oligotrofní kambizemě (hnědé půdy) s tendencí k podzolizaci. Údolní svah navazuje na západ na terasovitou štěrkopískovou plošinu, která byla v minulosti využívána jako vojenské cvičiště, jehož zásluhou se zachovaly psamofilní druhy.

### Flora
Potenciální přirozenou vegetaci představuje teplomilná doubrava, mimo stávající chráněné území pak acidofilní doubrava. Nelesní část dnes představuje mozaika xerotermních travinobylinných společenstev skalních štěrbin, skalních terásek, úzkolistých suchých trávníků a na plošším terénu i acidofilních suchých trávníků. V horní části západního svahu se nachází pionýrská společenstva skalních štěrbin svazu Cystopteridion zastoupená druhy netřesk výběžkatý (Jovibarba globifera), rozchodník ostrý (Sedum acre), rozchodník šestiřadý (Sedum sexangulare), puchýřník křehký (Cystopteris fragilis), sleziník routička (Asplenium ruta-muraria), zvonek okrouhlolistý (Campanula rotundifolia), kakost holubičí (Geranium columbinum), kyselka obecná tenkolistá (Acetosella multifida), rozchodníkovec velký (Hylotelephium maximum). Na sešlapávaném stanovišti se daří lipnici cibulkaté (Poa bulbosa).
Na vytvořených půdách typu litozem až pararendzina rostou mezerovité porosty travin s výskytem druhů suchých trávníků s širší ekologickou amplitudou. Nalezneme zde česnek šerý horský (Allium senescens subsp. montanum), mochnu písečnou (Potentilla arenaria), psineček obecný (Agrostis capillaris), paličkovec šedavý (Corynephorus canescens), mateřídoušku časnou (Thymus praecox), pryšec chvojku (Euphorbia cyparissias), pamětník rolní (Acinos arvensis), mařinku psí (Asperula cynanchica), z trav tu můžeme vidět strdivku (Melica transsilvanica), kostřavu sivou (Festuca pallens). Dále se zde nachází širokolisté trávníky svazu Bromion erecti a úzkolisté trávníky (sv. Festucion valesiacae) s ostřicí nízkou (Carex humilis) a ohroženým kavylem Ivanovým (Stipa pennata). Z travin typických pro stepní stanoviště zde můžeme potkat smělky (Koeleria spp.) nebo vousatku prstnatou (Botriochloa ischaemum).Dále jsou typické tyto traviny: smělek jehlancovitý (Koeleria pyramidata), ovsíř luční (Helictotrichon pratense), bojínek tuhý (Phleum phleoides). Na části svahu hlubších rendzinoidních půd nastupuje válečka prapořitá (Brachypodium pinnatum), sveřep vzpřímený (Bromus erectus), lipnice úzkolistá (Poa angustifolia). Ovsík vyvýšený (Arrhenatherum elatius), srha laločnatá (Dactylis glomerata) a třtina křovištní (Calamagrostis epigejos) se díky přísunu živin chovají expanzivně. Vzácný je zlatovlásek obecný (Aster linosyris), silně ohrožený koniklec luční český (Pulsatilla pratensis subsp. bohemica), silně ohrožený smil písečný (Helichrysum arenarium) a nejvýznamnější je pak silně ohrožená devaterka poléhavá (Fumana procumbens), která je submediteránním a subatlantským druhem, jehož výskyt v České republice je ojedinělý. Roste ještě na Jižní Moravě a u Vídně, roztroušeně pak na vápnitých skalách a písčinách v Německu. Území oživují místy souvislé porosty barevně nápadných bylin, jako je např. bíle kvetoucí bělozářka větvitá (Anthericum ramosum) a svízel sivý (Galium glaucum), hlaváč žlutavý (Scabiosa ochroleuca) s žlutými květy, růžová čičorka pestrá (Coronilla varia) a chrpa latnatá (Centaurea stoebe). Ojediněle jsou tu zastoupena vřesoviště s vřesem obecným (Calluna vulgaris), přežívajícím extrémní podmínky, jako jsou např. sucha či požáry.
Úpatí svahu u silnice je ohraničené souvislým porostem náhodných směsí dřevin (jasany, javory mléče, habry, akáty atd.) s rozšířením některých, především keřů, do horních partií. Na horní straně svahu je hlavně trnka obecná (Prunus spinosa) a v dolní části svahu dominuje svída krvavá (Cornus sanguinea), ptačí zob obecný (Ligustrum vulgare), hlohy (Crataegus spp.) s převahou invazivního akátu i přes snahy o jeho likvidaci.

### Fauna

#### Bezobratlí
Tato lokalita hostí řadu chráněných bezobratlých živočichů. Lze tu spatřit spoustu druhů brouků. Vzácní koprofágní brouci jsou vázáni na nory zde žijících králíků divokých. Žijí zde např. Trox eversmanni, Onthophagus vitulus, Onthophagus semicornis a další, z nichž Trox eversmanni se v Čechách nachází jen v této lokalitě. Dále zde lze nalézt množství psamofilních a psamobiontních druhů jako Anisoplia villosa, Diastictus vulneratus, Rhyssemus germanus, Tropinota hirta hirta ... Dále brouci čeledí Carabidae (např. Masoreus wetterhalli), Chrysomelidae (např. Timarcha goettingensis, Chrysolina carnifex, Chrysolina analis), Cerambycidae (např. Phytoecia icterica) či Buprestidae (např. Poecilonota dives). Tyto druhy jsou většinou vázány na xerotermní, písčité či stepní stanoviště. Radouč je nejbohatší lokalitou na listorohé brouky, kterých se tu objevilo 42 druhů, z nichž 6 je ohrožených (Trox eversmanni, Odontaeus armiger, Diastictus vulneratus, O.vitulus, Tropinota hirta hirta, nosorožík kapucínek- Oryctes nasicornis ondrejanus) 4 zranitelní a 2 téměř ohroženi. Zvláště chráněná je majka fialová (Meloe violaceus) vedená v České republice jako ohrožená. Při malakologickém průzkumu byl nalezen významný teplomilný plž Pupilla triplicata.

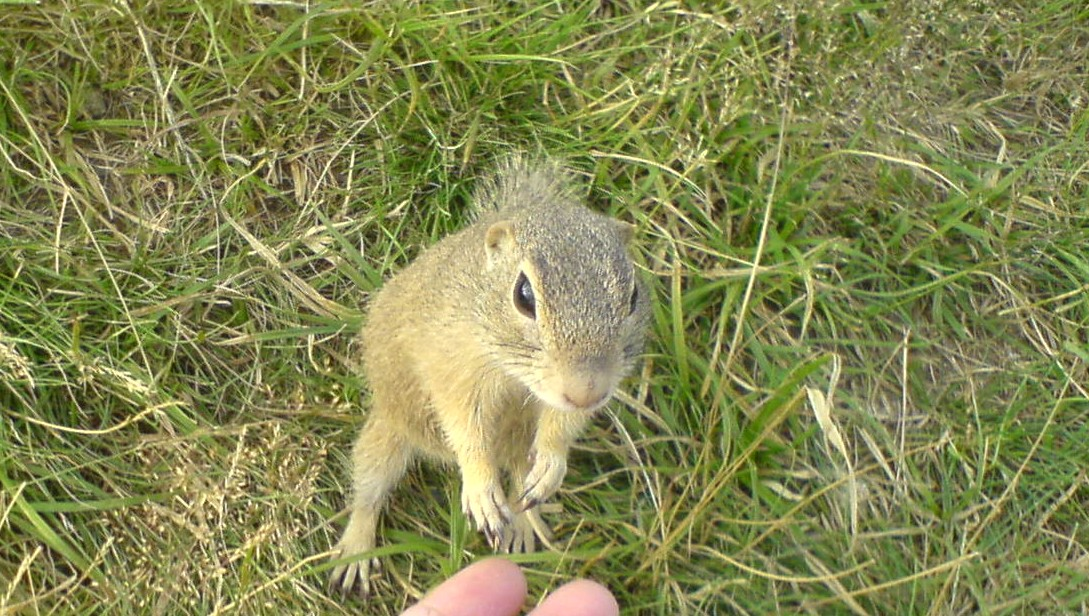
Sysel obecný (Spermophilus citellus)

Někteří pavouci zde vytvářejí vyvinutá teplomilná společenstva s řadou vzácných druhů typických pro stepní stanoviště. Jedná se hlavně o stepníka rudého (Eresus cinnaberinus), dále tu žije snovačka (Dipoena melanogaster), skálovka (Zelotes longipes), listovník (Thanatus arenarius), běžník (Tmarus piger)nebo skákavka (Phlegra festiva).
Území této NPP je velmi cenné výskytem motýlů. Bylo nalezeno 43 druhů motýlů s denní aktivitou, z toho 38 druhů z nadčeledí Hesperioidea, Papilionoidea a 5 druhů z čeledi Zygaenidae. Byly zde shledány druhy zahrnuté do červeného seznamu. Ohrožený druh perleťovec prostřední (Argynnis adippe), dále regionálně významné druhy, modrásek nejmenší (Cupido minimus),modrásek černolemý (Plebejus argus), modrásek podobný (Plebejus argyrognomon), modrásek vikvicový (Polyommatus coridon), vřetenuška ligrusová (Zygaena carniolica). Vyskytuje se zde i zvláště chráněný druh, ohrožený, otakárek fenyklový (Papilio machaon).

#### Obratlovci

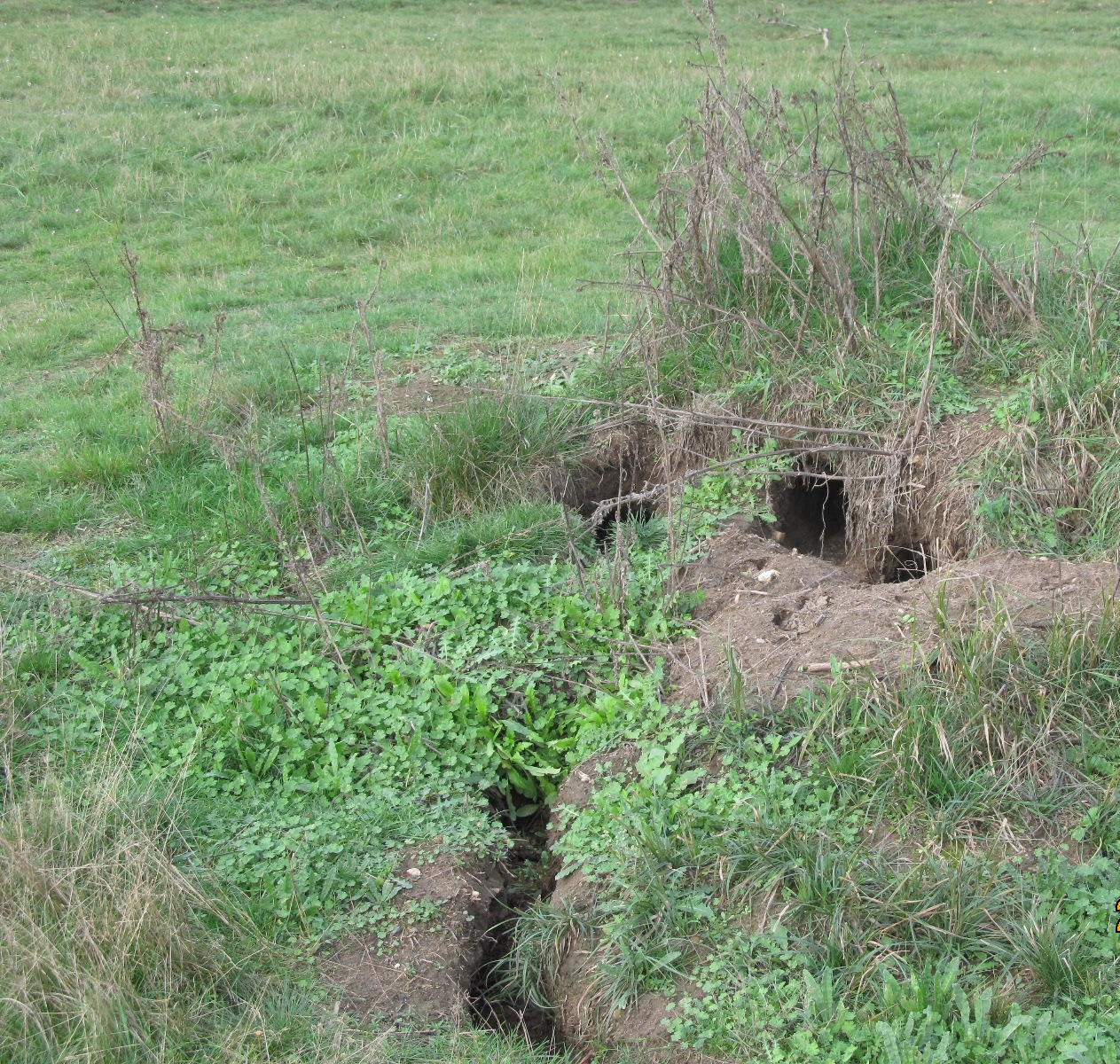
Králičí nory

Na lokalitě byla pozorována a popsána silně ohrožená ještěrka obecná (Lacerta agilis). Při ornitologickém inventarizačním průzkumu se zjistilo, že na území NPP a jejím nejbližším okolí hnízdí 42 druhů ptáků. Hnízdí tu ptáci křovin jako je ohrožený ťuhýk obecný (Lanius collurio) a otevřených ploch jako např. pěnice pokřovní (Sylvia corruca) a pěnice černohlavá (Sylvia atricappila).
Na přilehlé plošině je významný výskyt evropsky chráněného sysla obecného (Spermophilus citellus), který zde má kolonii. Spolu s ním má zde rozšíření i králík divoký.

## Ochrana
Nachází se tu čtyři typy evropsky významných stanovišť, což je také důvodem aktuální ochrany Radouče. Jedná se o:
- štěrbinovou vegetaci vápnitých skal, což zahrnuje severní část biotopu – pískovcové skalky,
- skalní vegetaci s kostřavou sivou zahrnující severní část biotopu – skalní terásky s devaterou poléhavou,
- suché trávníky (úzkolisté a širokolisté) zejména ve střední části oblasti,
- acidofilní suché trávníky při východní hranici oblasti.[10]

Území je v současnosti ohroženo převážně šířením náletových křovin a nepůvodních druhů, dále pak dopadem turistického využití, nadměrným sešlapem v okolí skalních terásek, což vede k erozi, zahazováním odpadků a následná ruderalizace a s ní spojená postupná degradace teplomilných trávníků, skládkováním sutí a betonových bloků a frekventovanou komunikací v těsném sousedství (výfukové plyny, prašnost).

### Ochranářské zásahy
Zásahy do území v minulosti se zaměřovaly na asanaci invazivních dřevin, hlavně akátů. Akáty totiž způsobují silnou intoxikaci a eutrofizaci půdy, což následuje výraznými změnami v prostředí. Nejprve byly akáty káceny v roce 1995, kdy se na řezné rány aplikoval Roundup. Jelikož docházelo k silnému zmlazení, přistoupilo se k aplikaci Roundupu do mízního systému (1996, 1997). Suché stromy byly odstraněny, ale počet výmladků byl stále hojný. Atak se každoročně výmladky vyřezávaly a v roce 1998 začal být prováděn postřik Roundupu i na listy, přičemž se výmladky rovněž nepovedlo zlikvidovat. V následujících letech se prováděla likvidace akátu a jasanu, v roce 2006 došlo k pokosení ploch s třtinou křovištní a odstranění náletových křovin. V letech 2005-2008 se zavedl pravidelný úklid této národní přírodní památky, v kterém by se mělo pokračovat, neboť odpadky na NPP Radouč rostou vzhledem k nedalekému sídlišti a zahrádkářské činnosti.

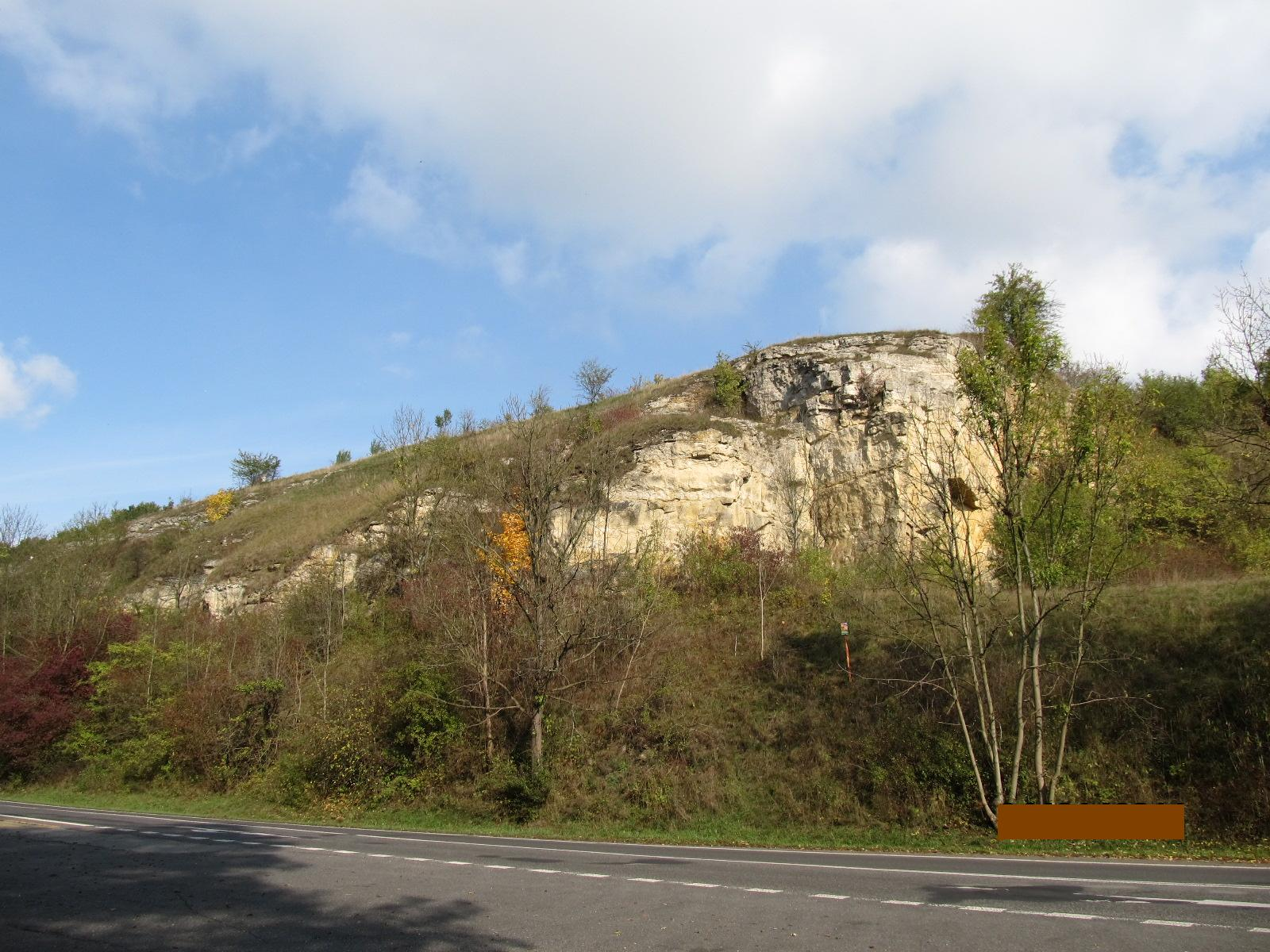
Radouč – pohled ze silnice

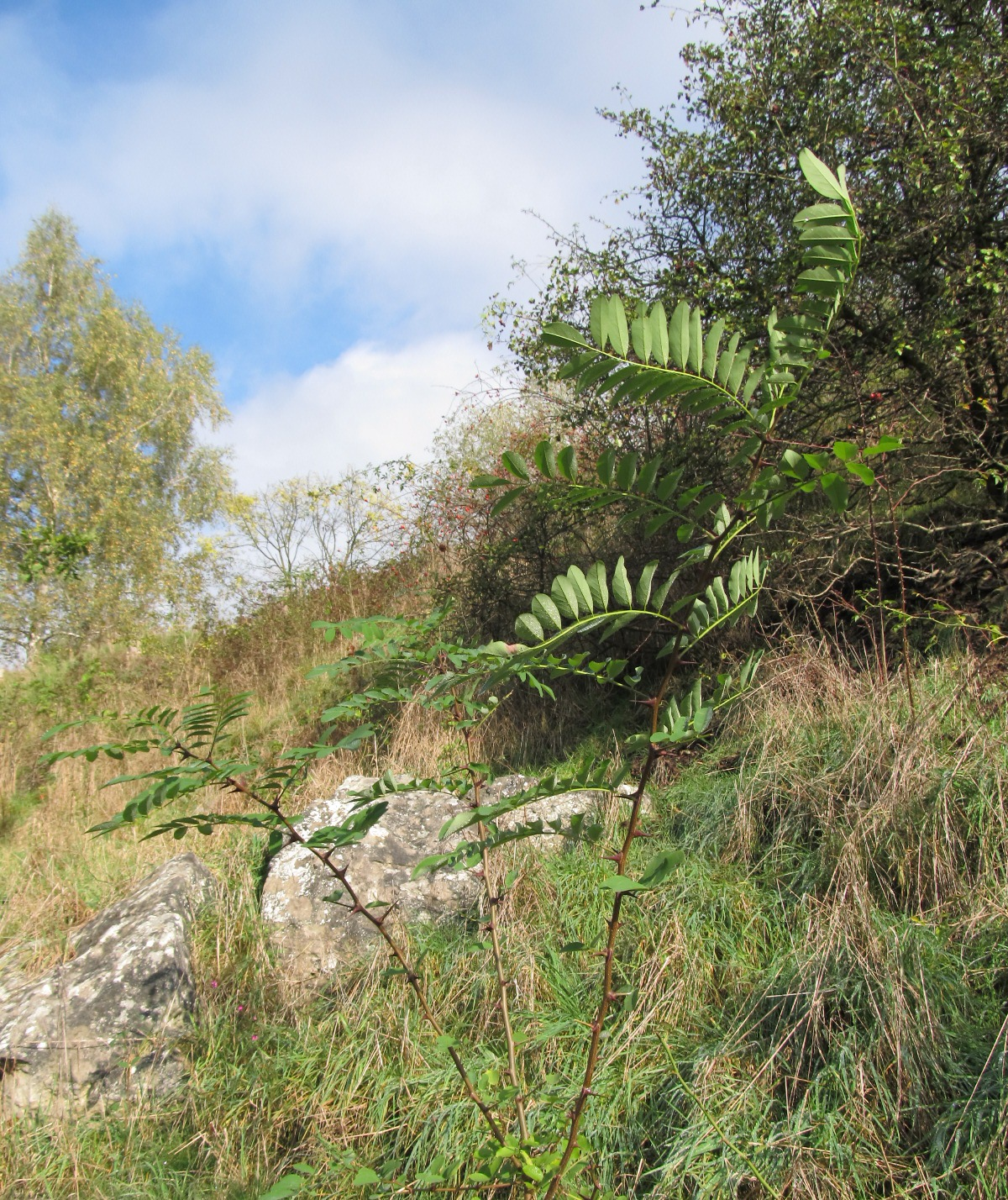
Výmladky invazivního akátu

K plánovaným zásahům do území patří jako už v minulosti likvidace invazivních a expanzivních druhů, především akátu, jasanu a třtiny. Pokácení zeleně a prořezání keřů rostoucích podél silnice je ale nežádoucí jak z důvodu obecné ochrany ptáků, tak z důvodu následného zničení zelené bariéry chránící vlastní území před prachem a dalšími škodlivinami z komunikace. Dalším důležitým krokem k ochraně území je zavést pastvu pro obnovu teplomilných trávníků a také kosení některých ploch. Je totiž prokázáno, že do 20. století byl na území pastvou udržován nelesní charakter. Po ukončení pastvy se tu začaly spontánně šířit stromy a keře, především akát a jasan. Nezanedbatelným krokem k ochraně je pravidelná likvidace odpadu (včetně biomasy ze skládek). Vhodné by bylo odstranit betonové bloky a stavební suť, pokud by byly odkryty staré štoly nainstalovat mříže, neboť tím bychom vytvořili příznivé podmínky pro netopýry. V neposlední řadě je žádoucí vytvořit optimální podmínky pro devaterku a monitorovat její populaci, omezit sešlap, ale zároveň udržet do jisté míry narušený terén. Důraz by měl být kladen také na výrobu a instalaci infopanelů a instalaci zařízení, které by dokázalo usměrňovat pohyb návštěvníků.
Pro udržení a případné rozrůstání kolonie sysla je důležité pravidelné kosení travního porostu a hlídání psích mazlíčků v okolí syslích nor. Radouč je jedna z 35 lokalit, kde se vyskytuje sysel obecný. Kolonie syslů v roce 2006 byla odhadována na pět jedinců, roku 2010 kolonie čítala už 30–40 jedinců, neboť v roce 2007 byl pokosen travní porost, což vytvořilo příznivé podmínky jak pro život sysla obecného, tak i pro králíka divokého.